# بخش لی (شهرستان کارول، اوهایو)
بخش لی (به انگلیسی: Lee Township) یک منطقهٔ مسکونی در ایالات متحده آمریکا است که در شهرستان کرول، اوهایو واقع شده‌است.
 بخش لی ۸۱٫۹ کیلومتر مربع مساحت و ۱٬۰۸۷ نفر جمعیت دارد و ۳۷۴ متر بالاتر از سطح دریا واقع شده‌است.